# Борстал систем
Борстал систем је корективни програм за младе преступнике (16-23 година старости) у САД и другим земљама који је покушао да нагласи значај образовања, тренирања и рехабилитације у затвореним или отвореним институцијама.